# Фелтон, Том
То́мас Э́ндрю Фе́лтон (англ. Thomas Andrew Felton, род. 22 сентября 1987, Эпсом, Суррей, Великобритания) — британский актёр кино, телевидения и озвучивания, певец и гитарист. Дебютировал в кино в 1997 году, сыграв второстепенную роль в комедии «Воришки». Известен по роли Драко Малфоя в фильмах о Гарри Поттере.

## Детство
Том Фелтон родился в Эпсоме, Великобритания. Его родителями являются Питер Фелтон и Шэрон Фелтон. У него есть три старших брата: Джонатан Фелтон, Кристофер Фелтон и Эшли Фелтон. В детстве Том пел в четырёх хорах, первым из которых был церковный, в который он вступил в возрасте семи лет. Фелтон получил образование в West Horsley’s Cranmore School, а затем в Howard of Effingham School, общеобразовательной школе в графстве Суррей.

## Карьера

### Актёрская карьера

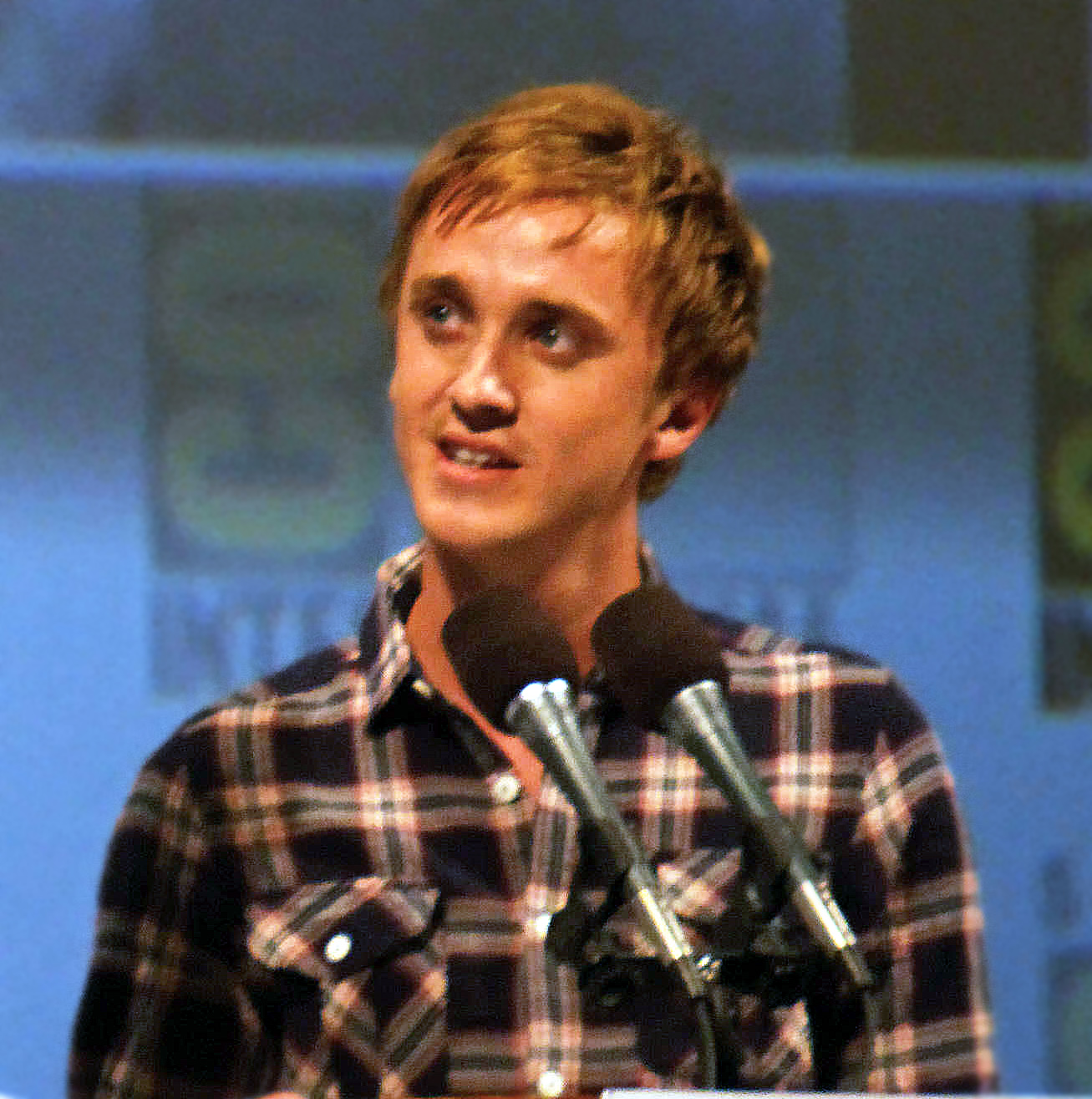
Том Фелтон на Comic-Con в 2010 году

Мальчик с детства проявлял таланты в актёрском мастерстве и в пении. В возрасте 10 лет мальчик попал на киностудию, где встретился с агентом, а через две недели получил роль в фильме «Воришки». Это была экранизация одноимённой книжной серии писательницы Мэри Нортон, о семействе обитающем под домашним полом.
Но по-настоящему Том прославился, сыграв персонажа знаменитой книги «Гарри Поттер» Драко Малфоя, сына Люциуса Малфоя, представителя знатного рода и сторонника центрального отрицательного персонажа Лорда Волан-де-Морта. Впоследствии для Тома как актёра это создало роль высокомерного и заносчивого парня, что в какой-то степени повлияло на последующие предложения сняться в кино от других продюсеров. По всему свету стали появляться многочисленные фан-сайты Тома, но это не мешало ему жить жизнью обычного подростка. Уже после первого фильма по мотивам книги «Гарри Поттер» у молодого дарования стали появляться свои ненавистники, фанаты волшебного мира, которые слишком уж серьёзно воспринимали происходящее на экране, перенося это в жизнь. Некоторые дети откровенно боялись Тома и проявляли свою агрессию, когда он приходил на премьеры, что, по его словам, забавляло его и одновременно расстраивало. Со временем, по мере взросления героев и их поклонников, такое отношение изменилось, и Тома стали тепло принимать как ещё одного из актёров, воплотивших на экране их любимых книжных персонажей.
Несколькими годами ранее ещё одной знаменитой работой Фелтона стала роль юного сына Джоди Фостер в фильме «Анна и король», где он тоже весьма успешно отобразил характер мальчишки-сорванца.
В 2006 году Том принимает решение поступать в университет на факультет «рыбного дела». И намеревается сделать это основной профессией дальнейшем, — так как, по его словам, актёрская карьера его не привлекает (но позже, в пост-премьерном интервью «Принца-полукровки», Том заявил, что решил отложить «рыбное дело» на полочку «хобби» и в будущем видит себя как актёр).
В 2008 году Том соглашается принять участие в фильме «Emma of Lulworth Cove», съёмки которого были приостановлены из-за нехватки финансирования.
Фелтона можно увидеть в фильме «Исчезнувший», премьера которого состоялась 8 ноября 2008 года. В этом фильме ужасов Том играет роль одного из хороших друзей главного героя, разыскивающего своего пропавшего младшего брата. Также недавно был снят фильм ужасов «13 часов», где Том исполнил одну из главных ролей.
В августе 2011 года в Лос-Анджелесе Том снялся в фотосессии со своим другом Рупертом Гринтом на осенне-зимнюю коллекцию модного бренда «Band of Outsiders».
В конце августа 2012 года вышел фильм «Явление», где Том исполнил роль парня по имени Патрик. Сюжет закручен вокруг неудавшегося эксперимента студентов колледжа, по парапсихологии, с вызовом духа с того света, который начинает преследование главных героев, и их попыток от него избавиться. В фильме также приняла участие актриса Сумеречной саги Эшли Грин.
В 2018 году вышел сериал «Происхождение», где Том снялся со своей коллегой по «Гарри Поттеру» Наталией Теной и сыграл роль Логана Мейна.
В 2019 году вышел комедийный фильм «Дорога к китам», в котором Том сыграл главную роль вместе с актрисой Таммин Сурсок.
В 2020 году вышел фильм «Руководство для нянь: как поймать монстра».
В 2022 году прошли съёмки фильма «Каньон Дель Муэрто», но релиз откладывается уже три года из—за технических разногласий.
В 2025 году запланирован выход картины «Изменённый», съёмки которого проходили в казахстанской столице Астане.

### Книга
В 2022 году Том Фелтон выпустил мемуары «По ту сторону волшебной палочки».

### Музыкальное творчество
В 2008 году Том выпускает свой первый альбом авторских песен Time Well Spent, который пользуется популярностью у фанатов и удачно раскупается. Дата релиза диска 16 апреля 2008 года. Обложка выполнена в аскетичной форме, а сам диск включает в себя лишь 5 песен.
Через несколько месяцев на прилавки интернет-магазинов выкладывается вторая работа Тома — альбом All I Need. Дата релиза диска — 4 июля 2008 года. Заявленная стоимость каждого из дисков составляет $4.95. Прежде чем предать проект всемирной огласке, Том занимался раскруткой своего проекта, ведя блог на сайте YouTube и размещая там собственные ролики, в которых он исполняет альбомные песни на гитаре.

### Театр
В 2022 году Том Фелтон дебютировал в Театре Вест-Энда, сыграв одну из главных ролей в постановке «2:22 A Ghost Story». Такую же известность получил спектакль о первой попытке экстракорпорального оплодотворения. Кроме того актёр регулярно исполняет главную роль в историческом спектакле о пороховом заговоре.

## Личная жизнь
В период съёмок «Поттерианы» актёру часто приписывали роман с коллегой Эммой Уотсон, но актёры утверждают, что они просто друзья. 

С 2006 по 2008 годы встречался с актрисой Фиби Тонкин. 

С 2011 года был в отношениях с Джейд Гордон, исполнившей роль супруги его персонажа Драко в серии фильмов о Гарри Поттере. Спустя семь лет отношений пара распалась.

## Фильмография
| Год       |     | Русское название                                       | Оригинальное название                             | Роль                    |
| --------- | --- | ------------------------------------------------------ | ------------------------------------------------- | ----------------------- |
| 1997      | ф   | Воришки                                                | The Borrowers                                     | Перегрин Курант         |
| 1995—2000 | с   | Электронные жучки                                      | Bugs                                              | Джеймс                  |
| 1999      | тф  | Пророчество                                            | Second Sight                                      | Томас Ингхэм            |
| 1999—2005 | с   | Домашняя ферма близнецов                               | Home Farm Twins                                   | Адам Бейкер             |
| 1999      | ф   | Анна и король                                          | Anna and the King                                 | Луи Леонуэнс            |
| 2000      | тф  | Игра в прятки                                          | Second Sight: Hide and Seek                       | Томас Ингхэм            |
| 2001      | ф   | Гарри Поттер и философский камень                      | Harry Potter and the Sorcerer’s Stone             | Драко Малфой            |
| 2002      | ф   | Гарри Поттер и Тайная комната                          | Harry Potter and the Chamber of Secrets           | Драко Малфой            |
| 2004      | ф   | Гарри Поттер и узник Азкабана                          | Harry Potter and the Prisoner of Azkaban          | Драко Малфой            |
| 2005      | ф   | Гарри Поттер и Кубок огня                              | Harry Potter and the Goblet of Fire               | Драко Малфой            |
| 2007      | ф   | Гарри Поттер и Орден Феникса                           | Harry Potter and the Order of the Phoenix         | Драко Малфой            |
| 2008      | ф   | Пропавший                                              | The Disappeared                                   | Саймон Прайор           |
| 2008      | ки  | Гарри Поттер и Орден Феникса (Озвучка видеоигры)       | Harry Potter and the Order of the Phoenix         | Драко Малфой            |
| 2010      | ф   | Гарри Поттер и Принц-полукровка                        | Harry Potter and the Half-Blood Prince            | Драко Малфой            |
| 2010      | ф   | Побег из Вегаса                                        | Get Him to the Greek                              | Том Фелтон              |
| 2010      | ки  | Гарри Потер и Принц-полукровка (Озвучка видеоигры)     | Harry Potter and the Half-Blood Prince            | Драко Малфой            |
| 2010      | ф   | Тринадцать часов                                       | 13Hrs                                             | Гэри Эшбай              |
| 2010      | ф   | Гарри Поттер и Дары Смерти. Часть 1                    | Harry Potter and the Deathly Hallows: Part 1      | Драко Малфой            |
| 2010      | ки  | Гарри Поттер и дары смерти часть 1 (Озвучка видеоигры) | Harry Potter and the Deathly Hallows: Part I      | Драко Малфой            |
| 2010      | кор | Другой                                                 | White Other                                       | Рой Марсден             |
| 2011      | ф   | Гарри Поттер и Дары Смерти. Часть 2                    | Harry Potter and the Deathly Hallows: Part 2      | Драко Малфой            |
| 2011      | ф   | Восстание планеты обезьян                              | Rise of the Planet of the Apes                    | Додж Лэндон             |
| 2012      | ф   | Явление                                                | The Apparition                                    | Патрик                  |
| 2012      | с   | Лабиринт                                               | Labyrinth                                         | Раймунд Роже Транкавель |
| 2013      | ф   | По кочкам                                              | From the Rough                                    | Эдвард                  |
| 2013      | ф   | Тереза Ракен                                           | In Secret                                         | Камилль Ракен           |
| 2013      | ф   | Белль                                                  | Belle                                             | Джеймс Эшфорд           |
| 2013      | с   | Замкнутый круг                                         | Full Circle                                       | Тим Эбботт              |
| 2014—2016 | с   | Убийство первой степени                                | Murder in the First                               | Эрик Блант              |
| 2014      | кор | Как я не стал пианистом                                | How I Didn’t Become a Piano Player                | Тед                     |
| 2014—2023 | с   | Флэш                                                   | The Flash                                         | Джулиан Альберт         |
| 2014      | ф   | Против Солнца                                          | Against the Sun                                   | Энтони Пастула          |
| 2016      | ф   | Восставший                                             | Risen                                             | Люциус                  |
| 2016      | мф  | Волки и овцы: бееезумное превращение                   | Волки и овцы: бееезумное превращение              | Серый                   |
| 2016      | ф   | Послание от Кинга                                      | Message from the King                             | Фрэнки                  |
| 2016      | ф   | Соединённое королевство                                | A United Kingdom                                  | Руфус Ланкастер         |
| 2017      | ф   | Стрэттон: Первое задание                               | Stratton                                          | Каммингс                |
| 2017      | ф   | Меган Ливи                                             | Megan Leavey                                      | Сержант Эндрю Дин       |
| 2017      | ф   | Вскармливание                                          | Feed                                              | Мэттью Грей             |
| 2018      | ф   | Офелия                                                 | Ophelia                                           | Лаэрт                   |
| 2018      | ф   | Джеймс Артур: Пустое Пространство                      | James Arthur: Empty Space                         | Джек                    |
| 2018      | с   | Происхождение                                          | Origin                                            | Логан Мейн              |
| 2019      | ф   | Дорога к китам                                         | Braking for Whales                                | Брэндон Уокер           |
| 2020      | ф   | Руководство для нянь: Как поймать монстра              | A Babysitter’s Guide to Monster Hunting           | Гран Гиньоль            |
| 2020      | ф   | Битва на Шельде                                        | De slag om de Schelde                             | Энтони Тернер           |
| 2021      | кор | История двух мировосприятий                            | A Tale of Two Mindsets                            | Пессимист               |
| 2022      | тф  | Возвращение в Хогвартс                                 | Harry Potter 20th Anniversary: Return to Hogwarts | Том Фелтон              |
| 2022      | ф   | Погребение                                             | Burial                                            | Лукаш                   |
| 2022      | ф   | Русс и Эд Ширан: Вас развлекают                        | Russ feat. Ed Sheeran: Are You Entertained        | Том Фелтон              |
| 2022      | ф   | Спасти кино                                            | Save the Cinema                                   | Ричард Гудридж          |
| 2023      | ф   | Каньон Дель Муэрто                                     | Canyon Del Muerto                                 | Эрл Холстед Моррис      |
| 2024      | ф   | Самозванка                                             | Some Other Woman                                  | Питер Симмонс           |
| 2025      | ф   | Они с тобой расправятся                                | They will kill you                                | ТВА                     |
| 2025      | с   | Ганди                                                  | Gandhi                                            | Джозайя Олдфилд         |
| 2025      | ф   | Фэкхэмхолл                                             | Fackhamhall                                       | ТВА                     |
| 2025      | ф   | Изменённый                                             | Altered                                           | Леон                    |